# Zalazar Zwadderich
Zalazar Zwadderich (Engels: Salazar Slytherin) is een personage uit de Harry Potterboekenserie van de Engelse schrijfster J.K. Rowling.
Zalazar Zwadderich is een van de vier stichters van de toverschool Zweinstein. De andere stichters van Zweinstein zijn:
- Goderic Griffoendor
- Helga Huffelpuf
- Rowena Ravenklauw

Hij wordt vermeld in het tweede Harry Potterboek als oprichter van de afdeling Zwadderich. De oprichters van de andere afdelingen werkten samen in een goede harmonie. Zalazar Zwadderich vond dat alleen kinderen met zuiver tovenaarsbloed op school mochten komen om toverkunsten te leren. Hij kreeg hierover ruzie met de andere stichters en besloot de school te verlaten, maar niet voor hij de Geheime Kamer bouwde. Daarin sloot hij een basilisk op. Deze kamer kon alleen heropend worden door een erfgenaam van Zwadderich.
Ironisch genoeg bleek dat zelfs zijn eigen afdeling Zwadderich het niet zo nauw nam met de eis slechts bloedzuivere tovenaars aan te nemen. Severus Sneep was bijvoorbeeld voor de helft van dreuzelafstamming, en dat gold zelfs voor zijn eigen "erfgenaam" Voldemort. In de praktijk was Zwadderichs visie niet haalbaar en kwamen in vrijwel alle tovenaarsfamilies dreuzeltelgen of "halfbloedjes" voor.
Zwadderich is een Sisseltong. Zijn laatste levende afstammeling is Heer Voldemort, die ook een Sisseltong is. Doordat Harry Potter in het begin van zijn leven een aanvaring met Voldemort heeft gehad, kreeg Harry enkele krachten die Voldemort ook had, waardoor Harry ook een Sisseltong is. Hierdoor kan hij met slangen praten en kon hij de Geheime Kamer openen. Het laatste bekende relikwie van Zwadderich is het Medaillon van Zwadderich, een zwaar medaillon met het merkteken, de slang van Zwadderich, erop.
Aangezien Voldemort de laatste levende afstammeling van Zwadderich is en Voldemort ook verwant is aan de Prospers (Voldemort is een afstammeling van de tweede broer, Cadmus Prosper) bestaat de mogelijkheid dat Zalazar Zwadderich en de Prospers ook aan elkaar verwant zijn.